# Уенди Лоурънс
Уенди Бериен Лоурънс (на английски: Wendy Barrien Lawrence) е американски пилот на хеликоптер и астронавка на НАСА, участничка в 4 космически полета.

## Образование
Уенди Лоурънс е родена на 2 юли 1959 г. Завършва колежа Fort Hunt High School в Александрия, Вирджиния през 1977 г. През 1981 г. се дипломира като бакалавър по океанско инженерство във Военноморската академия на САЩ, Анаполис, Мериленд.
През 1988 г. става магистър по същата специалност в Масачузетски технологичен институт, Кеймбридж, Масачузетс.

## Военна кариера
Уенди Лоурънс започва служба в USN след дипломирането си през 1981 г. През юли 1982 г. завършва школа за пилот на хеликоптер. Зачислена е в състава на хеликоптерна бойна и поддържаща ескадрила 6 (на английски: Helicopter Combat Support Squadron SIX)(HC-6) и става една от първите две жени пилоти в състава на американските бойни групи. Служи в Индийския океан. През октомври 1990 г. става инструктор. В кариерата си има повече от 1500 полетни часа на 6 различни типа хеликоптери и 800 приземявания на палубите на различни кораби от състава на USN.

## Служба в НАСА
Уенди Лоурънс е избрана за астронавт от НАСА на 31 март 1992 г., Астронавтска група №13. През август 1992 г. започва едногодишен курс на обучение. След успешното му приключване е включена в полетните графици по програмата Спейс шатъл.

## Личен живот
През 2018 г. Лоурънс разкрива, че е лесбийка. Живее със съпругата си Кати в щата Вашингтон.

## Космически полети
Уенди Б. Лоурънс е взела участие в 4 космически полета:
| Космически полети на Уенди Б. Лоурънс                            | Космически полети на Уенди Б. Лоурънс | Космически полети на Уенди Б. Лоурънс | Космически полети на Уенди Б. Лоурънс | Космически полети на Уенди Б. Лоурънс | Космически полети на Уенди Б. Лоурънс | Космически полети на Уенди Б. Лоурънс |
| №                                                                | Дата                                  | КК                                    | Емблема на мисията                    | Функции                               | Продължителност                       |                                       |
| ---------------------------------------------------------------- | ------------------------------------- | ------------------------------------- | ------------------------------------- | ------------------------------------- | ------------------------------------- | ------------------------------------- |
| 1                                                                | 2 март 1995                           | „Индевър“, мисия STS-67               |                                       | Специалист на мисията                 | 16 денонощия 15 часа 08 мин. 48 сек.  |                                       |
| 2                                                                | 25 септември 1997                     | „Атлантис“, мисия STS-86              |                                       | Специалист на мисията                 | 10 денонощия 19 часа 22 мин. 12 сек.  |                                       |
| 3                                                                | 2 юни 1998                            | „Дискавъри“, мисия STS-91             |                                       | Специалист на мисията                 | 9 денонощия 19 часа 55 мин. 01 сек.   |                                       |
| 4                                                                | 26 юли 2005                           | „Дискавъри“, мисия STS-114            |                                       | Специалист на мисията                 | 13 денонощия 21 часа 32 мин. 48 сек.  |                                       |
| Сумарно време в космоса – 51 денонощия 03 часа 56 минути 49 сек. |                                       |                                       |                                       |                                       |                                       |                                       |

## Награди
- Медал за отлична служба
- Медал за похвална служба'
- Медал за похвала на USN и USMC
- Медал за заслуги на USN и USMC
- Медал на НАСА за участие в космически полет (4).

### Цитирани източници
- Astronaut Bio: Wendy B. Lawrence National Aeronautics and Space Administration. Посетен на 12 юли 2011.
- Lawrence, Wendy. MIT WHOI Joint Program Alumni Community Association of the Alumni/Alumnae of the MIT/WHOI Joint Program. Посетен на 12 юли 2011.
- Official NASA Astronaut Bio: Wendy B. Lawrence
- Encyclopedia Astronautica: Lawrence
- A Brief History of the United States Naval Academy-1990s
- STS-114 Wendy Lawrence Crew Profile
- Spacefacts biography of Wendy B. Lawrence
- NASA Interview with Captain Lawrence (23 февруари 2005)